# Чуксинджорджу
Чуксинджорджу (рум. Ciucsângeorgiu) — село у повіті Харгіта в Румунії. Адміністративний центр комуни Чуксинджорджу.
Село розташоване на відстані 209 км на північ від Бухареста, 12 км на південний схід від М'єркуря-Чука, 78 км на північ від Брашова.

## Населення
За даними перепису населення 2002 року у селі проживали 1855 осіб.
Національний склад населення села:
| Національність | Кількість осіб | Відсоток |
| -------------- | -------------- | -------- |
| угорці         | 1683           | 90,7%    |
| цигани         | 163            | 8,8%     |
| румуни         | 9              | 0,5%     |

Рідною мовою назвали:
| Мова      | Кількість осіб | Відсоток |
| --------- | -------------- | -------- |
| угорська  | 1747           | 94,2%    |
| циганська | 99             | 5,3%     |
| румунська | 9              | 0,5%     |